# 비탈리에 그루샤크
비탈리에 그루샤크(루마니아어: Vitalie Grușac, 1977년 9월 11일~)는 몰도바의 권투 선수이다. 올림픽에 3회 참가했으며, 2000년 하계 올림픽 웰터급에서 동메달을 획득했다.